# Сухая Ласта
Сухая Ласта — малая река в Светлоярском районе Волгоградской области. Берёт начало в одноимённой балке, расположенной на севере Ергеней и течёт преимущественно с северо-запада на юго-восток. Впадает в озеро Цаца. Длина реки оставляет 11 км. Относится к Западно-Каспийскому бассейновому округу.

## Название
Название реки сложносоставное: первая часть отражает сезонный характер водотока, второе имеет калмыцкое происхождение и производно от калм. Уласта и переводится как «тополиная» (калм. уласн — тополь).